# 武漢濱湖電子
武漢濱湖電子有限責任公司，簡稱武漢濱湖電子，中國兵器裝備集團旗下公司，位於中国湖北省武漢市，是在1966年成立，現任董事長及總經理為趙繼春。
主要業務生產装备产品，列装了空、陆、海军、二炮和通信兵等設備。

## 外部連結
- 武漢濱湖電子有限責任公司